# Lanceoppia gressitti
Lanceoppia gressitti är en kvalsterart som först beskrevs av Wallwork 1964.  Lanceoppia gressitti ingår i släktet Lanceoppia och familjen Oppiidae. Inga underarter finns listade i Catalogue of Life.